# Cheam
Cheam es un barrio del municipio londinense de Sutton. Se encuentra a unos 20 km (12 mi) al sursudoeste de Charing Cross, Londres, Reino Unido. Según el censo de 2011 contaba con una población de 10 285 habitantes.